# Mjältön
Mjältön é uma pequena ilha do Mar Báltico, situada ao largo da Costa Alta, na província histórica da Ångermanland.

Pertence ao  município de Kramfors, do condado de Västernorrland.

Tem uma área de 1,48 km 2 e uma altitude máxima de 236 m, o que a torna a ilha mais alta da Suécia.

## Comunicações
O acesso a Mjältön é possível por barco ou por caiaque. Em julho há uma ligação regular por barco a partir de Skuleberget na terra firme, aos sábados e domingos.